# Dysschema nigrodiscalis
Dysschema nigrodiscalis là một loài bướm đêm thuộc phân họ Arctiinae, họ Erebidae.